# Memoria óptica Mellon
La memoria óptica Mellon fue uno de los primeros tipos de memoria de computadora, inventada en el Instituto Mellon de Investigación Industrial (hoy parte de la Universidad Carnegie Mellon) en 1951. El dispositivo utilizó una combinación de efecto fotoeléctrico y materiales fosforescentes para producir un «bucle de luz» entre dos superficies. La presencia o falta de luz, detectada por una fotocélula, representaba un uno o un cero. Aunque prometedor, el sistema quedó obsoleto con la introducción de la memoria de núcleo magnético a principios de la década de 1950. Parece que el sistema nunca se usó en producción.

## Descripción
El elemento de memoria principal del dispositivo Mellon consistía en un tubo de vacío cuadrado muy grande (del tamaño de un televisor) que constaba de dos placas de vidrio planas ligeramente separadas. El lado interior de una de las placas estaba recubierto con un material fotoemisivo que liberaba electrones cuando lo golpeaba la luz. El interior de la otra placa estaba recubierto con un material fosforescente, que liberaba luz cuando era golpeado por electrones.
El tubo estaba cargado con un alto voltaje eléctrico. Cuando una fuente externa de luz golpea la capa fotoemisora, libera una lluvia de electrones. Los electrones eran atraídos hacia la carga positiva en la capa fosforescente, viajando a través del vacío. Cuando golpeaban la capa fosforescente, liberaban una lluvia de fotones (luz) que viajaban en todas direcciones. Algunos de estos fotones viajaban de regreso a la capa fotoemisora, donde provocarían la liberación de una segunda lluvia de electrones. Para garantizar que la luz no activara áreas cercanas del material fotoemisivo, se utilizaba un deflector dentro del tubo, dividiendo el dispositivo en una cuadrícula de celdas.
El proceso de emisión de electrones que causa la fotoemisión que a su vez causa la emisión de electrones es lo que proporcionó el funcionamiento de la memoria. Este proceso continuaba por un corto tiempo; la luz emitida por la capa fosforescente era mucho menor que la cantidad de energía absorbida por ella de los electrones, por lo que la cantidad total de luz en la celda se desvanecía a un ritmo determinado por las características del material fosforescente.
En general, el sistema era similar al más conocido tubo Williams. El tubo Williams usó el frente fosforescente de un solo CRT para crear pequeños puntos de electricidad estática en una placa dispuesta frente al tubo. Sin embargo, la estabilidad de estos puntos resultó difícil de mantener en presencia de señales eléctricas externas, que eran comunes en entornos informáticos. El sistema Mellon reemplazó las cargas estáticas con luz, que era mucho más resistente a la influencia externa.

### Escritura
La escritura en la celda se logró mediante un tubo de rayos catódicos (CRT) externo dispuesto frente al lado fotoemisivo de la rejilla. Las celdas se activaban usando las bobinas de deflexión en el CRT para colocar el haz en posición frente a la celda, iluminando el frente del tubo en esa ubicación. Este pulso inicial de luz, enfocado a través de una lente, ponía la celda en el estado «encendido». Debido a la forma en que funcionaba la capa fotoemisora, enfocar la luz nuevamente sobre ella cuando ya estaba «encendida» sobrecargaba el material, impidiendo que los electrones fluyan por el otro lado hacia el interior de la celda. Cuando luego se quitaba la luz externa, la celda estaba oscura, apagándola.

### Lectura
La lectura de las células se realizaba mediante una red de fotocélulas dispuestas detrás de la capa fosforescente, que emitía fotones omnidireccionalmente. Esto permitía leer las celdas desde la parte posterior del dispositivo, siempre que la capa fosforescente fuera lo suficientemente delgada. Para formar una memoria completa, el sistema se dispuso para que fuera regenerativo, con la salida de las fotocélulas amplificada y enviada de vuelta al CRT para actualizar las células periódicamente.